# Instituto Nacional General José Miguel Carrera

Insígnia do Instituto

O Instituto Nacional General José Miguel Carrera foi criado durante o governo de José Miguel Carrera em 10 de agosto de 1813 como a única instituição de ensino superior e atualmente é um dos melhores e o mais prestigiado colégios do Chile.

## Ex-alunos
Um dos motivos de orgulho para o Instituto é galeria dos presidentes. Lista de presidentes e período de governo:
- Manuel Bulnes Prieto (1841-1851)
- Manuel Montt Torres (1851-1861)
- José Joaquín Pérez Mascayano (1861-1871)
- Federico Errázuriz Zañartu (1871-1876)
- Aníbal Pinto Garmendia (1876-1881)
- Domingo Santa María González (1881-1886)
- José Manuel Balmaceda Fernández (1886-1891)
- Federico Errázuriz Echaurren (1896-1901)
- Germán Riesco Errázuriz (1901-1906)
- Pedro Montt Montt (1906-1910)
- Ramón Barros Luco (1910-1915)
- Juan Luis Sanfuentes Andonaégui (1915-1920)
- Emiliano Figueroa Larraín (1925-1927)
- Pedro Aguirre Cerda (1938-1941)
- Jorge Alessandri Rodríguez (1958-1964)
- Salvador Allende Gossens (1970-1973)
- Ricardo Lagos Escobar (2000-2006)